# رقابت برتراند
مدل رقابت برتراند، مدلی اقتصادی است که برای بازارهای انحصار چندجانبه کاربرد دارد. در این بازار تعداد بنگاه از یکی بیشتر است و بنگاه، خود قیمت را تعیین می‌کند و همانند بنگار حاضر در بازار کامل قیمت‌پذیر نیست. مدل رقابت برتراند توسط جوزف برتراند در سال ۱۸۸۳ مطرح شد. از فروض مدل، عدم محدودیت ظرفیت تولید است که در واقعیت این فرض برقرار نیست.

این مدل در مقابل رقابت کورنو است که در آن مدل رقابت‌کنندگان، تعداد کالای تولید شده را اعلام می‌کنند و قیمت با توجه به تقاضا و تعداد کل کالای تولید شده تعیین می‌شود، ابتدا بنگاه‌ها قیمت کالای خود را پیشنهاد می‌دهند و سپس مصرف‌کنندگان، با توجه به قیمت‌ها میزان محصول خریداری شده توسط خود را تعیین می‌کنند. تعادل مدل برتراند با شرط همسانی کالاها همانند تعادل مدل بازار رقابت کامل است، در حالی که در مدل کورنو، قیمت بالاتر خواهد بود.
مدل دیگر که برپایه مدل برتراند و کورنو تعریف شده‌است، مدل کورنو-برتراند است که بنگاه‌ها ابتدا ظرفیت تولید خود را مشخص می‌کنند و در گام دوم، قیمت خود را اعلام می‌کنند.

## مدل برتراند در حالت دو بنگاه با کالای همسان
در این حالت، دو تولیدکننده وجود دارد که کالاهایی همسان تولید می‌کنند و هر دو بنگاه به صورت همزمان قیمت پیشنهادی خود را اعلام می‌کنند و خریدار نیز به هر میزان که مایل باشد از بنگاهی که قیمت کمتری پیشنهاد داده باشد، خرید می‌کند. همچنین در صورتی که دو بنگاه یک قیمت را پیشنهاد دهند، از هر یک از بنگاه‌ها به میزان نصف تقاضا در آن قیممت خرید خواهد شد. در این رقابت، بنگاه‌ها انگیزه دارند تا قیمتی مساوی یا کمتر از قیمت رقیب و مساوی یا بالاتر از هزینهٔ نهایی خود اعلام کنند. در نتیجه هر دو بنگاه قیمت فروش کالای خود را برابر با هزینه نهایی تولید کالا اعلام می‌کنند که همان تعادل بازار رقابت کامل را نتیجه می‌دهد. نتیجهٔ استراتژی دو بنگاه، یک تعادل نش نیز هست، زیرا هیچ‌کدام انگیزهٔ تخطی از قیمت پیشنهادی خود را ندارند.
نقدی که بر این مدل وجود دارد، این است که برتراند در این مدل تنها یک لحظه از واقعیت را مدل کرده‌است و رقابت پس از یک بار انجام به اتمام می‌رسد در حالی که در واقعیت، این بازی تکرار می‌شود.

## مدل برتراند در حالت دو بنگاه با کالاهای همسان و هزینه متفاوت
این حالت، مشابه حالت کالای همسان است، با این تفاوت که هزینه نهایی دو بنگاه متفاوت است. در این حالت، بنگاهی که هزینه نهایی کمتری دارد، قیمتی کمتر از قیمت نهایی بنگاه رقیب اعلام می‌کند و تمامی تقاضا را تأمین می‌کند. حال اگر قیمتی که بنگاه در حالت انحصاری اعلام می‌کند، کمتر از قیمت نهایی بنگاه رقیب باشد، آن قیمت را به عنوان قیمت پیشنهادی خود اعلام می‌کند و در صورتی که قیمت انحصارگر بیشتر از قیمت نهایی بنگاه رقیب باشد، بیشترین قیمتی که شرط کمتر بودن قیمت از هزینه نهایی رقیب را نقض نمی‌کند، پیشنهاد می‌کند. در صورتی که قیمت به صورت پیوسته باشد، این رقابت تعادل نخواهد داشت و در صورتی که به صورت گسسته باشد، بیشترین عددِ کوچکتر از هزینهٔ نهایی رقیب تعادل نش خواهد بود.